# Тарик Азиз
Михаил Юхана (наст. Михаил Юхана, на арабски: ميخائيل يوحنا), по-известен под псевдонима Тарик Азиз, (на арабски: طارق عزيز, асир.: ܜܪܩ ܥܙܝܙ;) е иракски обществен, политически и държавен деец.
Той е сред най-близките съратници на Саддам Хюсеин, министър на информацията (1974 – 1977), министър на външните работи (1983 – 1991) и заместник министър-председател на Ирак (1979 – 2003). След американското нахлуване е арестуван, после временно освободен и отново арестуван.

## Биография
Михаил Юхана е роден на 28 април 1936 г. в Тел Кепе, Нинава, в семейство на християни-халдеи. Баща му е дребен служител в местната администрация. На млади години Михаил Юхана сменя името си на Тарик Азиз, означаващо „велико минало“.
През 1957 г. Тарик Азиз завършва Филологическия факултет на Багдадския университет със специалност „Английска литература“. В същата година постъпва в партията БААС, става журналист, а след това и главен редактор на вестника „Ал Джамахир“. В периода 1971 – 1979 година е главен редактор на вестник Al-Thawra.

### В политиката
През есента на 1974 г. Саддам Хюсейн назначава Тарик Азиз за министър на информацията, с което Михаил Юхана за първи път се появява на международната арена. Благодарение владението на английски език, а също познанията по история и световна политика, Азиз бързо намира общ език с държавните деятели от Близкия изток и Европа. През октомври 1977 г. Азиз напуска министерския пост, но веднага след като Саддам става президент, той назначава Тарик Азиз за вицепремиер. Недоволните от неговото назначение радикални ислямски групировки организират на 1 април 1980 г. покушение. Тогава вицепремиерът по чудо остава жив.
Преди краха на режима Азиз развива много активна дейност. Раздава интервюта на западните информационни агенции, прави срещи с видни политици, в това число и с папата. От първия ден на началото на войната американците съсредоточват основно внимание върху Азиз. Отначало те твърдят, че на 19 март е убит при опит да избяга от Саддам Хюсейн, после – че е убит от иракчаните, накрая, че загива при бомбардировките. При всички тези слухове вицепремиерът отговаря с изявления по телевизията.

### Трибунал
Свидетел
На 1 юли 2004 г. Тарик Азиз заедно със Саддам Хюсеин и 11 представители на иракското ръководство застава пред съда с предявени обвинения за военни престъпления. Азиз отрича своята съпричастност към извършените убийства:
| „ | Искам да зная. Обвиненията персонални ли са?...Действително ли Тарик Азиз се обвинява в тези убийства?... Ако е имало престъпления, моралната отговорност лежи върху ръководството. Само че членовете на това ръководство не могат персонално да носят отговорността. Аз никого не съм убивал пряко. | “ |

По-нататък Тарик Азиз се явява на заседанията на съда в качеството си на свидетел. Азиз е един от свидетелите на защитата на съда против Саддам Хюсеин по делото Эд Дуджейл и Анфал. Той категорично отказва да свидетелства срещу екс-президента и неговите съратници, а в навечерието на екзекуцията на Саддам Хюсеин поисква да излезе „с важно заявление“, но това не му се позволява. Когато екзекутират Саддам Хюсеин, Тарик Азиз заплаква.
Подсъдим
На 29 април 2008 г. иракският Върховен трибунал предявява срещу Тарик Азиз обвинение за екзекуцията на 40 търговци през 1992 г.. Тогава 42-ма иракски дребни търговци са екзекутирани след няколко часов арест по обвинение в изкуствено завишаване цените на стоките от първа необходимост в условията на въведени срещу Ирак санкции. По това обвинение на 11 март 2009 г. Тарик Азиз е осъден на 15 години затвор. Впоследствие, на 3 август 2009 г. са му дадени още 7 години за участие при насилствено изселване на кюрди от североизточните райони на Ирак.. На 26 октомври 2010 г. е осъден на смърт На 30 октомври обявява гладна стачка в която се включват още 25 затворници, в знак на протест срещу отмяната на свиждането с роднини, разрешено всеки последен петък в месеца. Приближени на Азиз отбелязват, че той е тежко болен и контактът с роднините му е жизненоважен за него. 
На 17 ноември 2010 г. президентът на Ирак Джалал Талабани обявява, че бидейки социалист, че няма да подпише заповедта за екзекуцията на бившия вицепрезидент.

## Личен живот
Тарик Азиз е женен, има 3 сина.
На 17 януари 2010 г. получава инсулт и загубва говора си. По данни на АФП Азиз е преместен от затвора в болницата на американската военна база в Багдад.